# Коллинз, Мортимер
Мортимер Коллинз (англ. Mortimer Collins; 29 июня 1827, Плимут, Девон — 28 июля 1876, Беркшир) — английский писатель и поэт.
Писал в бристольских газетах, затем в лондонских партии тори. В 1855 издал сборник стихов, в 1865 повесть: «Who is the Heir?». Затем последовали: «The Inn of Strange Meetings» (1871); «The British Birds, a communication from the Ghost of Aristophanes» (1872); повесть «Sweet Anne Page» (1868) и др.
Согласно «ЭСБЕ», повести Коллинза «представляют интерес не столько художественный, сколько определённостью политических воззрений автора».